# Viktor Krupa
Viktor Krupa (23. prosince 1936, Nové Mesto nad Váhom – 14. února 2021) byl slovenský jazykovědec, který pracoval v oblasti všeobecné a orientální jazykovědy, typologie, folkloristiky, japanistiky. Překládal z orientálních literatur, zejména mytologii a ústní slovesnost.

## Život a dílo
Po ukončení vysokoškolského studia (v roce 1959) absolvoval několik dlouhodobých pobytů v zahraničí, např. v letech 1965–1966 na Havajských ostrovech a na Novém Zélandu (stipendium Wenner-Grena Foundation v New Yorku), v roce 1969 v USA, na Kalifornské univerzitě v Berkeley (stipendium vládní National Science Foundation), v letech 1970–1971 na univerzitách v Münsteru a Tübingenu v Německu (stipendium A. von Humboldt-Stiftung) a v roce 1988 na Novém Zélandu (stipendium Aucklandské univerzity).
Dlouhodobě se zabýval jazykovědou, religionistikou a mytologií, především polynéskou. Je nejvýznamnějším slovenským odborníkem na kulturu Oceánie, v letech 1990 až 2006 byl ředitelem Kabinetu orientalistiky Slovenské akademie věd.

### Překlady
Překládá především z angličtiny. Přeložil některá díla Rudyarda Kiplinga, Edwarda Gibbona, Jonathana Swifta, Marka Twaina, Thomase Stearnse Eliota, Daniela Defoa a dalších. Překlady však vytvořil také z japonštiny a němčiny.
- KODŽIKI – Japonské mýty, CAD Press 2007